# Cerastium schizopetalum
Cerastium schizopetalum là loài thực vật có hoa thuộc họ Cẩm chướng. Loài này được Maxim. mô tả khoa học đầu tiên năm 1888.